# Флорет
Флорет (енгл. foil, фр. fleuret) је оружје које се користи у спортском мачевању, лак спортски мач правог сечива. Он је савитљив, правоугаоног попречног пресека и тежи испод пола килограма. Као и код мача, поени се постижу само контактом са врхом, који је, на турнирима са електричним бодовањем, затворен дугметом са опругом да сигнализира додир. Униформа мачеваоца флоретом обухавата ламе (прслук, електрично ожичен за регистровање валидних погодака). Флорет је најчешће коришћено оружје на такмичењима мачевања.

## У спортском мачевању
У спортском мачевању, такмичари се боре мачем, сабљом или флоретом. 

### Димензије
По међународним прописима, одређене су димензије све три врсте оружја. Дужина мача је 110 цм (сечива − 90 цм), маса до 770 г, дужина сабље до 105 цм (најмања маса 500 г), а флорета 110 цм (сечиво 90 цм, а маса до 500 г).

### Циљеви
Мачем се напада цело тело, сабљом само до кукова, а флоретом − прса, трбух и леђа. Врхови оружја морају бити затупљени или покривени куглицом, а борци се штите маском, прсником и рукавицама.

## Неелектрични и електрични флорети

### Позадина
Постоје две врсте флорета које се користе у модерном мачевању. Оба типа се праве са истим основним деловима: врхом, дршком, штитником и оштрицом. Разлика између њих је један електричан, а други је познат као „парни“ или „суви“. Оштрице обе варијанте су затворене пластичним или гуменим комадом, са дугметом на врху код електричне варијанте, које пружа информације када врх сечива додирне противника. (Постоји и низ пластичних мачева различитих произвођача за употребу од јуниора.) Због недостатка дугмета и повезаног електричног механизма, судија је обавезан да одреди бодовање и победника на турниру са неелектричним флоретима.
Неелектрични флорети се првенствено користе за вежбу. Међународна федерација мачевања и већина националних организација захтевају електрични апарат за бодовање још од Олимпијских игара 1956. године, иако се неке организације још увек такмиче са неелектричним мачевима.

### Сечиво
Флорети имају стандардизоване, сужене, правоугаоне оштрице по дужини и попречном пресеку које су направљене од каљеног и жареног нискоугљеничног челика — или мартензитног челика по потреби за међународна такмичења. Да би се спречило да се сечиво сломи или нанесе повреду противнику, сечиво се савија при удару у мету. Максимална дужина сечива мора бити 90 cm. Максимална дужина састављеног оружја је 110 cm, а максимална тежина мора бити мања од 500 g; међутим, већина такмичарских флорета је лакша, ближа 350 g.

## Електрични флорети =
Почевши од Олимпијских игара 1956. године, бодовање у флорету се врши регистровањем додира помоћу електричног кола. Прекидач на врху флорета региструје додир, а прслук од металне фолије, или lamé, потврђује да је додир на исправној мети.

#### Врх
Врх електричног флорета се завршава склопом дугмета који се углавном састоји од цеви, клипа, опруге и шрафова за причвршћивање.

## Историја
Модерни флорет је оружје за обуку за мали мач, уобичајено оружје господства из 18. века. Познато је да су коришћене рапири и чак флорети у виду дугог мача, али су се њихове тежине и употреба веома разликовале.

Иако флорет као затупљено оружје за вежбање мачевањем датира још из 16. века (на пример, у Хамлету, Шекспир пише „нека се донесу флорети“), употреба као оружје за спорт је новија. Флорет је коришћен у Француској као оружје за обуку средином 18. века да би се вежбало брзо и елегантно мачевање. Мачеваоци су затупљивали врх тако што су омотавали фолију око сечива или причврстили дугме на врх („цвет“, француски fleuret). Поред вежбања, поједини мачеваоци су одузели заштиту и користили оштри флорет за дуеле. Немачки студенти су преузели ту праксу у академском мачевању и развили мали мач Pariser („парижанин“) за забадање за Stoßmensur („забадајући менсур“).

## Правила
Правила за мачевалачки спорт регулишу национална спортска удружења — у Сједињеним Државама, Мачевалачка асоцијација Сједињених Држава (USFA) a на међународном нивоу Међународна мачевалачка федерација, или Fédération Internationale d'Escrime (FIE).
Детаљна правила за флорету су наведена у Правилнику USFA.
Правила за мачевање датирају још из 19. века. Тренутна међународна правила за флорету усвојио је FIE комитет за флорету 12. јуна 1914. Она су заснована на претходним правилима која су усвојиле националне асоцијације. Правила која регулишу употребу електричних судијских апарата усвојена су 1957. године и више пута су мењана.

### Циљно подручје
У флорети важеће циљно подручје обухвата торзо (укључујући доњи део портикле маске) и препоне. Глава (осим доњег дела руба маске), руке и ноге се сматрају изван циља. Додири ван мете се не рачунају за поене, али заустављају игру.

### Приоритет (право пута)
Основна правила вођена „приоритетом” кога год судија процени да је мачевалац у нападу. Овај „приоритет“ се може променити на неколико начина. Први је да мачевалац у одбрани одбија напад од мачеваоца са „приоритетом” фортеом (снагом) своје оштрице („парирање”). Ово пребацује „приоритет” на мачеваоца који је управо парирао. Други начин на који се приоритет може променити је ако напад мачеваоца у нападу промаши (ово се генерално оцењује на основу испружења руке мачеваоца у нападу. Последњи главни начин на који се „приоритет” може променити је ако мачевалац у одбрани „туче” оштрицу свог противника (ово такође може да се користи од стране нападачког мачеваоца да јасно стави до знања судији да настављају са нападом) ово укључује ударање оштриce свог противника у слабу оштрицу свог флорета. Ако судија процени да оба мачеваоца настоје да ударе један другом оштрицу, онда је фаворизован мачевалац који је у нападу.